# Mühlen (Wörnitz)
Mühlen ([ˈmyːlən] ) ist ein Gemeindeteil der Gemeinde Wörnitz im Landkreis Ansbach (Mittelfranken, Bayern). Mühlen liegt in der Gemarkung Wörnitz.

## Geographie
Das Dorf liegt am Waldhausener Mühlbach, einem rechten Zufluss der Wörnitz, und ist ringsum von Feldern umgeben (im Norden: Herbstfeld, im Süden: Kirchfeld). Die Kreisstraße AN 5 führt nach Bottenweiler (1 km südlich) bzw. nach Bösennördlingen (2,2 km nördlich). Eine Gemeindeverbindungsstraße führt nach Erzberg (1,6 km westlich).

## Geschichte
Großmühlen lag im Fraischbezirk des ansbachischen Oberamtes Feuchtwangen, während das nördlich gelegene Kleinmühlen im Fraischbezirk der Reichsstadt Rothenburg lag. 1732 gab es in Großmühlen 5 Anwesen. Die Dorf- und Gemeindeherrschaft hatte das Klosterverwalteramt Sulz. Grundherren waren das Klosterverwalteramt Sulz (4 Höfe) und die Reichsstadt Dinkelsbühl (1 Anwesen). Bis zum Ende des Alten Reiches änderte sich an den Verhältnissen nichts. Von 1797 bis 1808 unterstand der Ort dem Justiz- und Kammeramt Feuchtwangen.
Großmühlen wurde mit dem Gemeindeedikt (frühes 19. Jahrhundert) dem Steuerdistrikt und der Ruralgemeinde Wildenholz zugeordnet. Nach 1840 erfolgte die Umgemeindung nach Bottenweiler. Kleinmühlen gehörte seit dem Gemeindeedikt zum Steuerdistrikt und zur Ruralgemeinde Erzberg. Am 1. November 1971 wurden beide Teile im Zuge der Gebietsreform in Bayern nach Wörnitz eingegliedert.

### Baudenkmal
- Haus Nr. 20 (Kleinmühlen): Zugehörig Fachwerkhofhaus, um 1700[9]

### Einwohnerentwicklung
| Jahr      | 001818 | 001840 | 001861 | 001871 | 001885 | 001900 | 001925 | 001950 | 001961 | 001970 | 001987 |
| Einwohner | 30     | 28     | 41     | 39     | 45     | 39     | 36     | 29     | 35     | 32     | *40    |
| Häuser    | 7      | 5      |        |        | 7      | 7      | 7      | 5      | 4      |        | *10    |
| Quelle    | [ 11 ] | [ 12 ] | [ 13 ] | [ 14 ] | [ 15 ] | [ 16 ] | [ 17 ] | [ 18 ] | [ 19 ] | [ 20 ] | [ 1 ]  |

## Religion
Der Ort ist seit der Reformation evangelisch-lutherisch geprägt und bis heute nach St. Jakobus (Wildenholz) gepfarrt. Die Einwohner römisch-katholischer Konfession sind nach Kreuzerhöhung (Schillingsfürst) gepfarrt.